# وردان (سلماس)
وردان، روستایی است از توابع بخش مرکزی شهرستان سلماس استان آذربایجان غربی ایران.

## جمعیت
این روستا در دهستان کره سنی قرار داشته و بر اساس سرشماری سال ۱۳۸۵ جمعیت آن ۲۲۸۵نفر (۴۴۶ خانوار) 
بوده‌است.